# Neoclytus purus
Neoclytus purus là một loài bọ cánh cứng trong họ Cerambycidae.